# 上杭女子五枚拳
上杭女子五枚拳，福建拳術，為中國武術流派之一，是福建省非物質文化遺產

## 源流
相傳為清朝時五枚師太所創，五枚師太的一名徒弟行走至上杭爐腳庵，上杭人丘正元和安徽凤阳花鼓娘子梅花獲其傳授武藝後，兩人結為夫婦在上杭當地廣傳武功，其武學又稱為梅花拳、五枚拳主要流传于福建、廣東、江西三省。

## 介紹
上杭女子五枚拳是五枚師太据女性身材娇小、爆发力不强的特点而创出，拳法套路短小紧凑，步法靈活转换，招式讲究以静制动、借力还力，以短打快攻为主要風格。。

## 來源
1. ↑   邱德昌, 何志溪《客家武林奇葩：上杭女子五枚拳》
2. ↑  .   [2023-02-18]. （原始内容存档于2023-02-18）.
3. ↑  .   [2023-02-18]. （原始内容存档于2023-02-18）.